# Anomoeotes
Anomoeotes is een geslacht van vlinders van de familie Himantopteridae.

## Soorten
- A. diaphana Hering, 1932
- A. elegans Pagenstecher, 1903
- A. infuscata Talbot, 1929
- A. instabilis Talbot, 1929
- A. leucolena Holland, 1893
- A. levis Felder, 1874
- A. nigrivenosus Butler, 1893
- A. nox Aurivillius, 1901
- A. nuda Holland, 1897
- A. phaeomera Hampson, 1920
- A. separatula Strand, 1913
- A. simulatrix Talbot, 1929
- A. tenellula Holland, 1893
- A. triangularis Jordan, 1907